# Amber (álbum)
Amber é o segundo álbum de estúdio da cantora de dance-pop Amber. O álbum foi lançado em 21 de Setembro de 1999 pela gravadora Tommy Boy Music. 
| Críticas profissionais                                                      | Críticas profissionais |
| Avaliações da crítica                                                       | Avaliações da crítica  |
| Fonte                                                                       | Avaliação              |
| --------------------------------------------------------------------------- | ---------------------- |
| allmusic                                                                    | [ 1 ]                  |
| Esta tabela precisa de ser acompanhada por texto em prosa. Consulte o guia. |                        |

## Desempenho nas paradas musicais
| Parada musical (1999)            | Melhor posição |
| -------------------------------- | -------------- |
| Estados Unidos - Top Heatseekers | 10             |